# Wilhelm von Bonin (Offizier)

Oberst Wilhelm von Bonin

Friedrich Wilhelm Ludwig Fürchtegott von Bonin (* 14. November 1824 in Köln; † 11. Oktober 1885 in Dresden) war preußischer Generalleutnant.

## Leben

### Herkunft
Wilhelm war ein Sohn des späteren preußischen Generals der Infanterie und Kriegsministers Eduard von Bonin (1793–1865) und dessen Ehefrau Sophie Mathilde, geborene Dequer de Jouy (1800–1869).

### Militärkarriere
Nach seinem Abitur am Gymnasium in Berlin trat Bonin am 27. Juli 1841 als Füsilier in das 1. Garde-Regiment zu Fuß der Preußischen Armee ein, wurde im Januar 1842 zum Portepeefähnrich ernannt und am 21. Juli 1842 zum Sekondeleutnant befördert. Als solcher wurde er von April 1845 bis Ende Juli 1848 zur Schulabteilung des Infanterie-Lehrbataillons kommandiert. Ab 22. März 1849 diente er als Adjutant seines Vaters, der zu diesem Zeitpunkt den Oberbefehl in Schleswig und Holstein innehatte. In der Folge nahm er während des Krieges gegen Dänemark an der Belagerung von Fredericia sowie den Kämpfen bei Kolding, Atzboell, Gravenstein und Gudsoe teil.
Unter Beförderung zum Premierleutnant wurde Bonin am 13. Juli 1852 in das 6. Jäger-Bataillon nach Breslau, im Jahr darauf in das 5. Jäger-Bataillon nach Düsseldorf versetzt. Dort wurde er am 13. Juni 1857 zum Hauptmann befördert und am 7. Dezember 1858 zum Kompaniechef ernannt. Am 23. Februar 1861 folgte seine Versetzung zum 4. Magdeburgischen Infanterie-Regiment Nr. 67 in Quedlinburg und seine Kommandierung als Adjutant beim Generalkommando des VII. Armee-Korps. Unter Belassung in dieser Stellung versetzte man Bonin am 18. Dezember 1862 in das Füsilier-Regiment Nr. 40 nach Trier und beförderte ihn am 17. März 1863 zum Major. Für die Dauer des mobilen Verhältnisses kommandierte man Bonin ab 15. Dezember 1863 zum mobilen Generalkommando in Schleswig-Holstein. Hier kämpfte er erneut gegen Dänemark und war am Sturm auf die Düppeler Schanzen und den Gefechte bei Missunde, Wielhoi und Rackebüll beteiligt. Nach dem Waffenstillstand wurde Bonin am 9. Juni 1864 zum Kommandeur des Füsilier-Bataillons im 2. Schlesischen Grenadier-Regiments Nr. 11 in Flensburg ernannt. 
Bonin kommandierte seine Füsiliere während des Deutschen Krieges zunächst in der Schlacht bei Langensalza gegen die Hannoveraner und dann gegen Österreich während des Mainfeldzuges. Am 31. Dezember 1866 zum Oberstleutnant befördert, wurde Bonin am 14. Juli 1870 zum Kommandeur des 1. Thüringischen Infanterie-Regiments Nr. 31 in Erfurt ernannt und in dieser Stellung kurz darauf am 26. Juli zum Oberst befördert. Mit dem Regiment kämpfte Bonin während des Deutsch-Französischen Krieges bei Beaumont, wurde für Sedan mit dem Eisernen Kreuz II. Klasse ausgezeichnet und machte die Belagerung von Paris sowie die Gefechte bei Pierrefitte und Epinay mit. Noch vor Kriegsende zeichnete man ihn am 8. April 1871 mit dem Eisernen Kreuz I. Klasse aus. 
Am 14. Februar 1874 wurde Bonin à la suite des Regiments gestellt und zum Kommandeur der 55. Infanterie-Brigade in Karlsruhe ernannt, wo er am 2. Mai 1874 seine Beförderung zum Generalmajor erhielt. Unter Verleihung des Roter Adlerordens II. Klasse mit Eichenlaub und Schwertern am Ringe wurde Bonin am 10. Februar 1877 mit Pension zur Disposition gestellt. Er erhielt am 3. Juli 1880 den Charakter als Generalleutnant.
Seinen Lebensabend verbrachte Bonin in Dresden, wo er am 11. Oktober 1885 unverheiratet verstarb.